# Mari Jungstedt
Mari Jungstedt (Stockholm, 1962. október 31.–) svéd újságíró és népszerű krimiírónő, akinek első regénye magyarul 2015-ben jelent meg Észrevétlen címmel a Tea Kiadónál.

## Élete
Jungstedt korábban riporterként dolgozott a svéd nemzeti rádiónál és televíziónál, alkalmi műsorvezető volt a TV4 FörKväll című talk show-ban, sőt rövid ideig még modellkedett is az NYC ügynökségnél. Első művének megjelenése óta (Észrevétlen, 2003) a legnépszerűbb svéd krimiírók közé tartozik.[forrás?] Könyveiből több mint 4 millió példányt adtak el világszerte, és 15 nyelvre fordították őket. Kettőt a svéd televízió megfilmesített, a német televízió pedig többnek is adaptálta a cselekményét Der Kommisser und das Meer címen. Jungstedt Stockholmban él férjével és két gyermekével, de gotlandi származású férje miatt gyakran töltik a nyarakat a szigeten.

## Munkássága
Hírolvasóként töltött évei alatt még csak dédelgette regényírásról szóló álmait, amikor azonban ténylegesen belevágott, megíratlan történetek sokasága került elő tarsolyából. Műveihez a Gotland-sziget szolgáltat hátteret, az idilli környezet erős kontrasztban áll az erőszakos bűncselekményekkel. A szigeten játszódó első öt könyvének központi figurái Anders Knutas főfelügyelő és az újságíró Johan Berg. Drámáinak fókuszában a párkapcsolati problémák állnak, a törékeny emberi természetet a sziget képe tükrözi vissza.[forrás?]

## Könyvei
- Észrevétlen (2015, Tea Kiadó); eredeti nyelven: Den du inte ser (2003)
- Unspoken; eredeti nyelven: I denna stilla natt (2004)
- Unknown; eredeti nyelven: Den inre kretsen (2005)
- The Killer's Art; eredeti nyelven: Den döende dandyn (2006)
- The Dead of Summer; eredeti nyelven: I denna ljuva sommartid (2007)
- Dark Angel; eredeti nyelven: Den mörka ängeln (2008)
- The Double Silence; eredeti nyelven: Den dubbla tystnaden (2009)
- The Dangerous Game; eredeti nyelven: Den farliga leken (2010)
- Det fjärde offret (2011)
- Den sista akten (2012)
- Du går inte ensam (2013)

## Magyarul
- Észrevétlen. Sorozatgyilkosság a Gotland-szigeten; ford. Moldova Júlia; Tea, Bp., 2014

## Fordítás
- Ez a szócikk részben vagy egészben  a   Mari Jungstedt című angol Wikipédia-szócikk fordításán alapul.  Az eredeti cikk szerkesztőit annak laptörténete sorolja fel. Ez a jelzés csupán a megfogalmazás eredetét és a szerzői jogokat jelzi, nem szolgál a cikkben szereplő információk forrásmegjelöléseként.